# 愛丁堡動物園
愛丁堡動物園（英語：Edinburgh Zoo）是英國蘇格蘭首府愛丁堡的一座非營利動物園，正式名稱是蘇格蘭國家動物園。動物園位於科斯托菲娜山南坡。

## 历史
愛丁堡動物園創建於1913年，由皇家蘇格蘭動物學會所有。愛丁堡動物園每年接待超過60萬人的遊客，是蘇格蘭僅次於愛丁堡城堡的第二受歡迎的付費景點。愛丁堡動物園是世界最大展示和繁殖企鵝的動物園。遊客可在動物園中找到黑猩猩,松鼠猴,大熊猫和無尾熊等的生物。

## 外部連結
- 官方网站
- Downloadable map (PDF)
- Falklands Conservation - Penguins